# Nexus 9

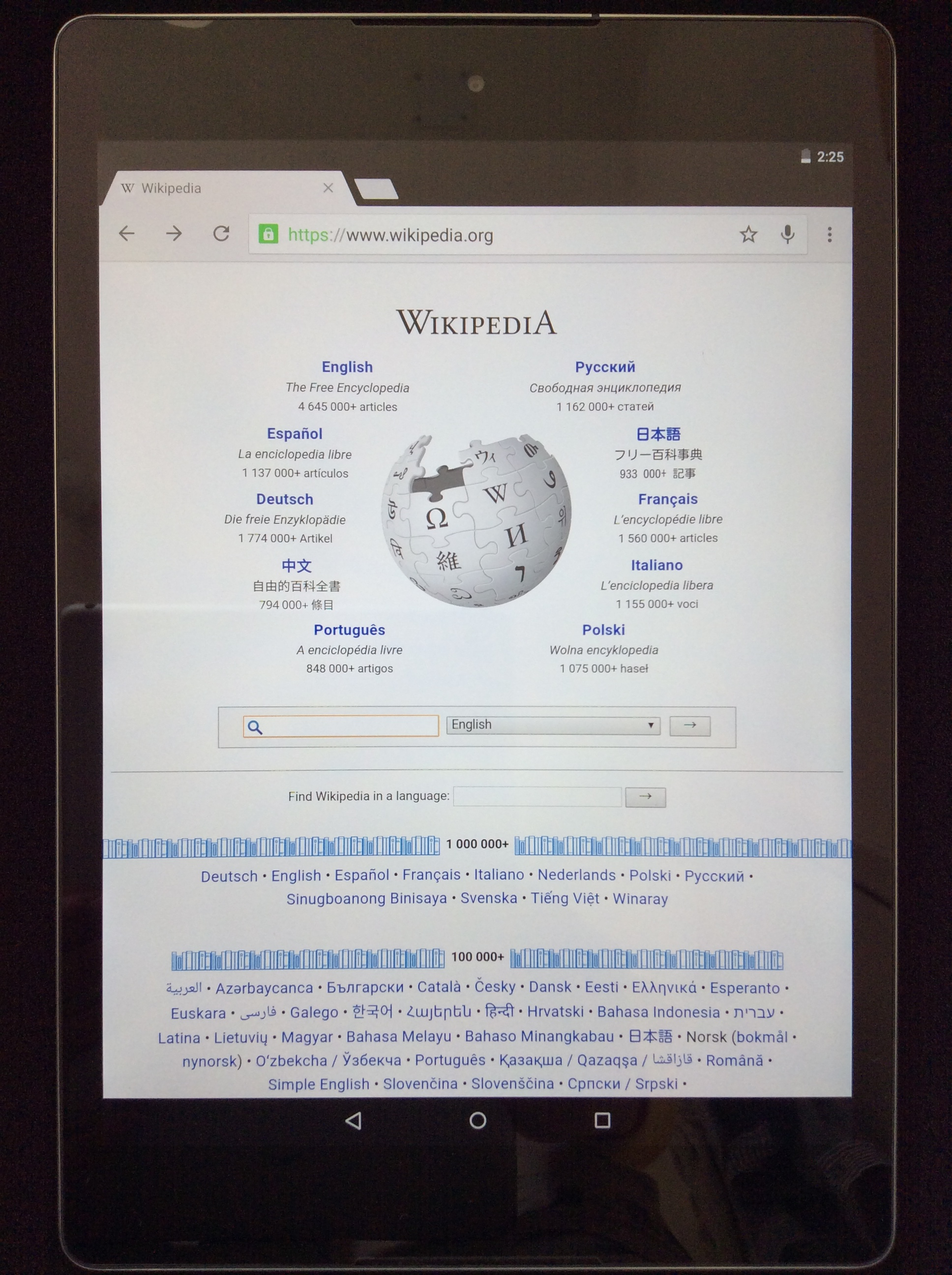
Google Nexus 9

Nexus 9 är en av de senaste mobila enheterna med tryckskärm från Google .

## Tillverkare
HTC .

## Specifikation
- CPU: 64-bit NVIDIA Tegra K1 processor 2.3 GHz
- GPU: 192-core Kepler
- Lagring: 16 GB & 32 GB
- Skärm: 8.9" IPS LCD
- Batteri: 6700 mAh
- Kamera: 8MP bakkamera, 1.6MP framkamera

## Androidversion
5.0 Lollipop